# Condado de McKenzie (Dakota do Norte)
O Condado de McKenzie é um dos 53 condados do Estado americano da Dakota do Norte. A sede do condado é Watford City, e sua maior cidade é Watford City. O condado possui uma área de 7 410 km² (dos quais 308 km² estão cobertos por água), uma população de 5 737 habitantes, e uma densidade populacional de  hab/km² (segundo o censo nacional de 2000). É o maior condado do Estado, em extensão territorial.